# Barbatula bureschi
Oxynoemacheilus bureschi là một loài cá vây tia thuộc họ Balitoridae.
Loài này có ở Bulgaria, Hy Lạp, và có thể cả Cộng hòa Macedonia. Loài này cũng có ở Serbia
Môi trường sống tự nhiên của chúng là sông ngòi.
Chúng hiện đang bị đe dọa vì mất môi trường sống.